# Калужская советская республика
Калу́жская Сове́тская Респу́блика — республика советов, провозглашённая на территории Калужской губернии со столицей в городе Калуге, в феврале 1918 года после событий Октябрьской революции и существовавшая по июль 1918 года.

## История

П. Я. Витолин

И если будущий историк захочет установить дату рождения Калужской Советской Республики, то он такой даты не найдёт. Нет её, так же как нет и записи её декларирования… И сейчас, когда вспоминается Совнарком, ЦИК…, как-то невольно улыбаешься…
— Пётр Витолин 
После Октябрьской революции 1917 года, в России повсеместно были распространены явления политической самоидентификации территориальных сообществ, так называемого регионализма.
В отдельных губерниях, уездах и волостях бывшей Российской империи провозглашались «независимые территориальные образования», — республики.
Историки объясняют это явление не сепаратизмом, а отсутствием опыта государственного строительства и должного образования у представителей провинциальной власти.

Да здравствует мировая социалистическая революция!
Да здравствуют мировые вожди пролетариата Ленин, Троцкий, Либкнехт, Фридрих Адлер, Дебс, Маклин и другие!
— П. Я. Витолин. 1918 
После разгона Учредительного собрания повсеместно обостряется конфликт внутри революционно-демократического блока. В связи с резким ухудшением хозяйственного и продовольственного положения местные советы оказываются в трудной ситуации. Порождается напряженность, недоверие к власти, отмечаются многочисленные случаи погромов, появляются кордоны, экспроприирующие продовольствие. Также обостряли положение многочисленные беженцы и дезертиры. Молодой власти всё чаще приходилось прибегать к репрессиям.

…огромная революционизированная масса поддержала Советскую власть, но когда стал создаваться механизм проведения в жизнь этих лозунгов, ком противоречий стал нарастать, все оказалось не так просто, как это воспринималось большинством рядовых участников революционных событий. Октябрь не снял (и не мог снять) конфликтного пути разрешения противоречий. И все же главное, что делало новую власть неустойчивой, это конфликт, назревающий внутри неё — между двумя политическими течениями, составившими блок в октябрьские дни, — большевиками и левыми эсерами.— Филимонов В. Я. Калужская Советская Республика 1918 г.

П. Д. Скорбач

Создание Калужской республики и большевистских органов управления началось на Первом губернском съезде Советов 30 января 1918 г. и было обусловлено не стремлением учредить «независимое от центра государственное образование», а политической борьбой и попыткой ограничения эсеровского влияния.
Съезд учреждает исполнительный комитет и комиссаров, впоследствии вошедших в Губернский СНК. Образовались две параллельных структуры: Губисполком и Губернский совнарком.
23 января на выборах президиума Калужского исполкома делегаты от ВКП(б) добиваются решения об однопартийном (большевистском) его составе. Эсеры, принимавшие участие в заседании, от голосования воздержались, но в составе исполкома работать желание изъявили.
23 февраля 1918 года на губернской конференции принимается резолюция, подписанная председателем Калужского СНК Петром Витолиным, в которой отвергались «всякие возможности соглашения с врагами революции и международной буржуазией».
До настоящего времени официального документа об образовании Калужской Советской Республики не обнаружено, но есть сообщение в калужской газете:

Выступление западного пролетариата совпало с окончанием работ первого общегубернского съезда Советов рабочих, солдатских и крестьянских депутатов, с провозглашением Калужской Советской Республики.
— «Калужская правда» № 16, 1918 г.
Создаются вооруженные силы Калужской Советской Республики, командующим которыми назначается Павел Скорбач из большевиков. Военно-революционному руководству было поручено ликвидировать все вооружённые формирования в пределах Калужской республики и навести «революционный порядок».
С этого времени в документах фигурирует «Калужская Советская Республика». Калужский Совнарком Витолина развивает активную деятельность по реквизиции имущества, ценностей и денежных средств у населения.
В феврале 1918 года публикуется декрет «О наложении контрибуции на буржуазию Калуги»: «Эти средства должны быть взяты из средств тех, кто до сих пор грабил и наживался за счет демократии». В списке значатся фамилии более ста калужан, которые в трехдневный срок должны были внести от 15 000 до 30 000 рублей. Лица уклонившиеся от внесения объявленных сумм подлежали аресту, а их имущество конфискации.
Совнаркомом, кроме всего прочего были конфискованы дачи, расположенные в Калужском бору. В постановлении, принятом 6 мая, конфискация объяснялась необходимостью «дать детям приютов, детям рабочих и школьникам здоровое физическое развитие, а также поставить хотя бы временно больных товарищей рабочих в более благоприятную обстановку».
Николай Устрялов, посетивший Калугу летом 1918 года, впоследствии отмечал:

В бору на реквизированных дачах, живут ныне сплошь власти, ездят туда ежедневно в прекрасных колясках .

Калужская Советская Республика постепенно прекращает своё существование после конфликта с «комиссаром Тихонова монастыря», произошедшего 22—24 апреля 1918 года.
Витолин, Образцов, Фомин, Ассен-Аймер и др. руководители республики после требования «о переводе из капиталов Тихонова монастыря 10 000 рублей на счёт Врачебно-санитарного Комиссариата Калужской Советской Республики», с вооруженным отрядом прибыли осуществить реквизицию ценностей и имущества в Свято-Тихоновском монастыре под Калугой. Мероприятие превратилось в «повальную пьянку» бойцов и комиссаров отряда с грабежами местного населения, «изъятием ценностей без описи». Были расстреляны архимандрит и казначей монастыря а представитель местной власти тов. Копылов заключён под стражу..
По этому поводу 24 апреля было созвано экстренное заседание, на котором было принято решение отозвать Витолина, Фомина и Ассен-Аймера из Совнаркома, Губискома и прочих организаций, немедленно их арестовать и заключить под стражу.
26 апреля Витолина снимают с должности председателя Совнаркома а на его место избирается Павел Скорбач. О событиях в Калуге было доложено в Москву. По этому поводу была назначена специальная комиссия. Разбирательство и решение затягивались.
В июле 1918 года Скорбач неожиданно объявляет об уходе в отпуск.
Наименование «Калужская Советская Республика» постепенно исчезает из документов 1918 года, после того, как Второй губернский съезд Советов принимает решение «об изгнании левых эсеров из органов Советской власти».

Калужская республика «тихо умерла» потому, что её как государственно-территориального образования и не существовало. Это громкое наименование стало своеобразной «разменной монетой» в борьбе политических группировок за власть.
— Филимонов В. Я. 